# Comuna Cetate, Dolj
Cetate este o comună în județul Dolj, Oltenia, România, formată din satele Cetate (reședința) și Moreni.

## Istorie
În lucrarea sa ”Călătorind pe Dunăre și în Bulgaria”, Dimitrie Bolintineanu spune despre comuna Cetate că este “așezată pe deal, între două rovine, ca o mică fortăreață” și că a fost “martoră a războiului ruso – turc din perioada 1827 – 1829”.
Cu toate acestea, urmele unei mai vechi civilizații geto-dacice au fost descoperite cu ocazia unor săpături arheologice efectuate în sud-vestul comunei.
Prima atestare cartografică datează din secolul al XVI-lea. Pe harta Stolnicului Cantacuzino apare în anul 1700, iar mai târziu, în 1723, istoricul Friedersch Schwartz certifică existența localității și o preia ca atare în hărțile sale.
În urma sondajelor arheologice efectuate în septembrie 1969, profesorii I. Nicolaescu și C.M. Zira, au elaborat două ipoteze: că localitatea ar fi fost “o ascunzătoare de vite mari în mijlocul ostrovului”, dar, mai probabil, o “redută rusă”.
Mai târziu este confirmată existența sa ca ”sat de clăcași”.
Comuna s-a numit anterior descoperirii vestigiilor geto-dace “Ulmi”, datorită pădurilor de ulmi existente în zonă și avea în compunere satele Fântâna Banului (de la întemeietorul legendar al satului, ciobanul Banu, care a săpat prima fântână, stabilindu-se în zonă), Fântânița (o comunitate de păstori care a fost asimilată de comunitatea Fântânii Banului) și Moreni (denumire determinată de ocupația preponderentă de morărit și numărul mare al morilor de apă, fapt favorizat de bogata pânză freatică din zonă).
După descoperirea vestigiilor cetății geto-dacilor, comuna a luat numele de “CETATE” și are în componența sa satele: Fântâna Banului și Moreni, nume rămase astăzi adânc întipărite în memoria și sufletele locuitorilor, dar nefolosite oficial.

## Geografie
Comuna Cetate, una din cele 95 comune ale județului Dolj, este așezată în sud-vestul țării, în lunca Dunării, în amonte, pe terasa “50 – 130” (cernoziom și pânza freatică la 10 m adâncime), la limita dintre județele Mehedinți și Dolj, pe Dn 56 A Maglavit – Drobeta Turnu-Severin, la km 25 și DJ Craiova-Cetate la km 72.
Comunele cele mai apropiate sunt: spre sud – Hunia; spre NV – Izîmșa și NE – Unirea.
Comuna are o suprafață locuibilă de 244 ha, o suprafață agricolă de 6.243 ha (60% teren arabil, 10% păduri și 30% alte destinații).

## Demografie
Componența etnică a comunei Cetate
     Români (71,54%)
     Romi (19,23%)
     Alte etnii (0,15%)
     Necunoscută (9,08%)
Componența confesională a comunei Cetate
     Ortodocși (88,78%)
     Alte religii (1,82%)
     Necunoscută (9,41%)
Conform recensământului efectuat în 2021, populația comunei Cetate se ridică la 4.572 de locuitori, în scădere față de recensământul anterior din 2011, când fuseseră înregistrați 5.368 de locuitori. Majoritatea locuitorilor sunt români (71,54%), cu o minoritate de romi (19,23%), iar pentru 9,08% nu se cunoaște apartenența etnică. Din punct de vedere confesional, majoritatea locuitorilor sunt ortodocși (88,78%), iar pentru 9,41% nu se cunoaște apartenența confesională.

## Politică și administrație
Comuna Cetate este administrată de un primar și un consiliu local compus din 15 consilieri. Primarul, Marin Duță[*], de la Partidul Social Democrat, este în funcție din 1996. Începând cu alegerile locale din 2024, consiliul local are următoarea componență pe partide politice:
|  | Partid                          | Consilieri | Componența Consiliului | Componența Consiliului | Componența Consiliului | Componența Consiliului | Componența Consiliului | Componența Consiliului | Componența Consiliului | Componența Consiliului | Componența Consiliului | Componența Consiliului | Componența Consiliului | Componența Consiliului | Componența Consiliului | Componența Consiliului |
|  | ------------------------------- | ---------- | ---------------------- | ---------------------- | ---------------------- | ---------------------- | ---------------------- | ---------------------- | ---------------------- | ---------------------- | ---------------------- | ---------------------- | ---------------------- | ---------------------- | ---------------------- | ---------------------- |
|  | Partidul Social Democrat        | 14         |                        |                        |                        |                        |                        |                        |                        |                        |                        |                        |                        |                        |                        |                        |
|  | Alianța pentru Unirea Românilor | 1          |                        |                        |                        |                        |                        |                        |                        |                        |                        |                        |                        |                        |                        |                        |

## Cultură și comunitate
Ocupația de bază este agricultura, favorizată de existența canalului de irigații Cetate-Galicea Mare, precum și piscicultura. În limitele necesităților, mai sunt practicate activități de servicii și comerț.
Costumul național românesc specific zonei de sud-vest a Olteniei, bogat ornamentat și viu colorat, este purtat mai cu seamă în ocazii deosebite, sărbătorești. Costumul femeilor este format din Ie (vestimentație), maramă de borangic și fotă, iar costumul bărbătesc este format din căciulă înaltă din piele de miel, Ie (vestimentație) și cojocel, ițari și opinci.
Ca dotări și utilități sociale, comuna dispune de patru grădinițe, trei școli, un liceu, un spital cu maternitate, farmacie și policlinică, un dispensar veterinar și patru biserici.
Până în anul 1959, în comună a funcționat un port cerealier, dezafectat ulterior și folosit în continuare până în 1978 ca unitate militară de grăniceri, unitate care apoi a fost și ea mutată și a funcționat într-un imobil situat la hotarul dintre satele Moreni și Fântâna Banului. Actualmente această unitate a fost desființată, ca urmare a schimbării contextului politic și a aplicării măsurilor de reorganizare și modernizare a forțelor armate românești .

## Turism
Ca obiective turistice în zonă, sunt demne de a fi menționate:
1. La circa 2 km de centrul localității Cetate, la capătul unui drum asfaltat care duce către malul Dunării se găsește casa de creație literară amenajată în una dintre clădirile administrative ale fostului port (în prezent numit "Port Cultural Cetate") din inițiativa și prin grija cunoscutului poet și revoluționar Mircea Dinescu.
2. Plaja Dunării, întinsă pe aproximativ 3 km, șerpuită după cursul Dunării, oferind turiștilor atât nisipul curat și fierbinte scăldat de valurile bătrânului fluviu, cât și umbra plăcută, răcoroasă, a pădurii de plopi situată în imediata vecinătate a plajei.
De menționat că mare parte din foștii locuitori ai comunei, preferă să-și petreacă vacanțele sau scurtele concedii în sezonul estival, făcând băi de soare, nisip sau apă, odihnindu-se pe plaja Dunării ori pescuind, practicând sporturile specifice (volei, tenis, sau fotbal), ori plimbându-se pe cărările liniștite ale pădurii de plopi.
3. Un motel primitor, situat la intrarea în comună, la hotarul cu comuna Salcia, de unde începe județul Mehedinți.
4. Conacul boierului Constantin Druga, fost mare proprietar de pământ în zonă, conac pe care sătenii îl numesc și azi “castelul lui Druga”, datorita stilului arhitectonic al construcției, bogat ornamentată, edificată într-o combinație plăcută, realizată între stilurile gotic și baroc.
5. Mănăstirea de la Maglavit, situată la cca 15 km de Cetate, pe șoseaua ce duce spre Calafat, cu binecunoscuta și larg mediatizata istorie a viziunilor și revelațiilor celebrului cioban Petrache Lupu, inițiatorul ridicării edificiului mănăstirii, a cărei construcție a fost abandonată imediat după instaurarea regimului comunist și care actualmente a fost reluată cu sârg și cu multă însuflețire de câțiva călugări și măicuțe, care continuă să țină aprinsă flacăra credinței localnicilor Maglavitului și a comunelor din împrejurimi.
6. Debarcaderul de la Calafat, oraș situat la mai putin de 30 km de comuna Cetate, unde se pot petrece vacanțe plăcute, se poate admira panorama oferită de malul românesc al Dunării și cel bulgăresc, corespunzător orașului Vidin, nume întipărit adânc în istoria locurilor, legat de luptele purtate în aceasta zona în timpul războiului de la 1877 pentru independență și neatârnare, de care amintesc numeroasele monumente istorice ridicate aici.
Fiind important punct de frontieră, există posibilitatea organizării de excursii în Bulgaria, Dunărea putând fi traversată cu bacul, până la Vidin.
7. Prin situarea sa la hotarul dintre județele Dolj și Mehedinți, comuna Cetate oferă puntea de legătură spre zone turistice deja intrate în circuitul național (Municipiul Drobeta Turnu-Severin, Orșova, Băile Herculane) prin canalul Timiș-Cerna făcându-se trecerea spre Munții Banatului și mai departe, spre Ardeal.

## Personalități născute aici
- Constantin Agiu (1891 - 1961), demnitar comunist;
- Ion Mihăescu (1907 - 1998), scriitor, publicist, deținut politic anticomunist;
- Constantin Ivanovici (n. 1947), politician.